# Старая ратуша (Хемниц)
Старая ратуша (нем. Altes Rathaus) в Хемнице — ратуша, построенная в 1496—1498 гг. на месте деревянных строений, используется как резиденция бургомистра.
Решение о строительстве каменной ратуши было принято после пожаров 1379, 1389 и 1395 гг. Новое здание было построено около церкви Святого Иакова. Рядом с ратушей вскоре вырос городской рынок. Строение неоднократно перестраивалось, наиболее значительно — после пожара в ноябре 1617 года. К 1620 году была завершена башня ратуши.
Современный вид в стиле барокко ратуша получила в 1746 году по проекту архитектора Иоганна Готлиба Ондорффа. В 1907—1911 гг. к ратуше было пристроено здание Новой ратуши. Таким образом, обе ратуши составляют единый архитектурный ансамбль. В 1921 году в здании вновь произошёл пожар, а во время бомбардировок Второй мировой войны обе ратуши были практически разрушены. Окончательно Старая ратуша была восстановлена лишь в 1980-е гг., хотя основная часть была реконструирована в 1950-х гг.
Сегодня одна из башен используется как смотровая площадка.